# Hôtel-Dieu (Château-Thierry)

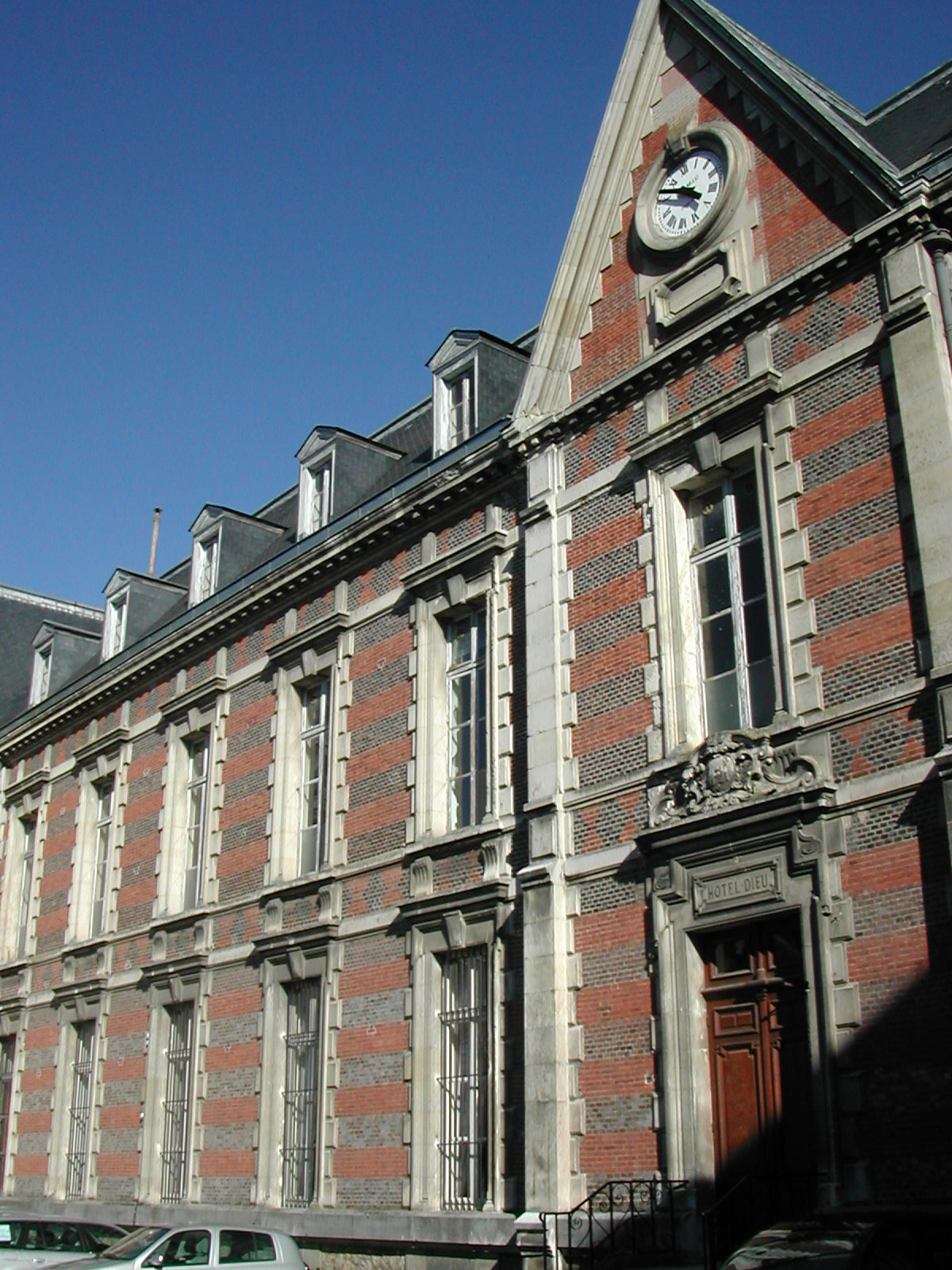
Hôtel Dieu in Château-Thierry

Das Hôtel-Dieu in Château-Thierry, einer Stadt im Département Aisne in der französischen Region Picardie, ist ein ehemaliges Krankenhaus. Das Gebäude ist seit 2007 als Baudenkmal (Monument historique) geschützt.

## Geschichte
Das Hôtel-Dieu wurde 1304 von der französischen Königin Johanna I. gegründet. Es wurde bis zur Säkularisation 1792 von Augustinerinnen betreut und hatte ursprünglich zehn Betten, deren Anzahl Ende des 17. Jahrhunderts auf 23 erhöht wurde, als das Krankenhaus auf Grund von Stiftungen erweitert werden konnte. Unter dem Priorat von Anne de la Bretonnière – in der Zeit von 1683 bis 1714 – entstand der heute noch erhaltene älteste Teil des Hôtel-Dieu, das Wohngebäude der Augustinerinnen und die 1694 erbaute Kapelle.
Im Jahr 1983 wurde das Krankenhaus geschlossen und seit 2010 befindet sich in den Gebäuden das Musée du Trésor de l'Hôtel-Dieu de Château-Thierry.

## Architektur
Der Gebäudeteil, in dem die Kranken untergebracht waren, wurde von 1876 bis 1879 nach Plänen des Architekten Eugène Rouyer neu errichtet. Diese Gebäude wurden in der Form eines U errichtet. Sie sind aus Backstein ausgeführt, lediglich die Fensterumrandungen und der Fassadenschmuck bestehen aus Naturstein. Die Dächer sind mit Schiefer gedeckt.